# Europa als Provinz: Perspektiven postkolonialer Geschichtsschreibung
Europa als Provinz: Perspektiven postkolonialer Geschichtsschreibung (Originaltitel: Provincialising Europe: postcolonial thought and historical difference) ist eine im Jahr 2000 (in dt. Übersetzung 2010) erschienene Aufsatzsammlung des indischen Historikers Dipesh Chakrabarty, die als zentrale theoretische Grundlage der postkolonialen Geschichtsschreibung angesehen wird. Darin formuliert Chakrabarty seine Kritik der eurozentristischen Geschichtsschreibung.

## Inhalt
Am Beispiel der indischen Geschichtsschreibung zeigt Chakrabarty, dass sich an der Geschichte Europas prototypisch entwickelten Konzepte nicht ohne weiteres auf außereuropäische Kontexte übertragen lassen, sondern an den besagten europäischen Kontext gebunden sind. Die unkritische Übertragung und Verallgemeinerung von zentralen historischen Konzepten wie Moderne, Aufklärung, bürgerliche Gesellschaft und Nationalstaat führen laut Chakrabarty zu einer außereuropäischen Geschichtsschreibung, die sich im Bezug zu besagten Konzepten nur als eine „Geschichtsschreibung des Mangels“ begreifen kann. In diesem Zusammenhang spricht sich der Autor für eine unablässige Dekonstruktion des historischen Vokabulars aus, um eine radikal heterogene Geschichtsschreibung zu ermöglichen.

## Textausgabe
- Europa als Provinz. Perspektiven postkolonialer Geschichtsschreibung. Aus dem Englischen von Robin Cackett, Campus Verlag, Frankfurt am Main 2010, ISBN 978-3-593-39262-2.